# 北総交通 (千葉県)
北総交通株式会社（ほくそうこうつう）は、かつて千葉県印西市に本社を置いていた日本のタクシー・バス事業者。京成グループに属していた。公益社団法人日本バス協会の会員にはなっていなかった。

## 概要
タクシー事業では、本社のある千葉県印西市を中心に、北総鉄道北総線沿線（千葉ニュータウン・印西牧の原エリア）、JR成田線（布佐、木下、安食、滑河エリア）などの北総交通圏を営業区域としていた。 
1998年より乗合バス事業を開始し、2009年にはちばレインボーバス滝野線が廃止されたことを受け、廃止代替として路線を延伸した。印西市内で2路線を運行していたが、会社解散に先駆けて乗合バス事業を廃止し、路線はちばレインボーバスへ譲渡された。

## 沿革
- 1954年（昭和29年）9月10日 - 会社設立[2]。タクシー事業開始。
- 1998年（平成10年）2月1日 - 乗合バス事業開始。
- 2009年（平成21年）6月25日 - ちばレインボーバス（当時）[注 3]滝野線廃止（最終運行日は6月30日）によるダイヤ改正及び路線延長。
- 2013年（平成25年）3月2日 - 本線を印西総合病院経由で木下駅まで延伸。
- 2014年（平成26年）3月31日 - 2013年延伸区間を休止。
- 2015年（平成27年）3月31日 - 2013年延伸区間を廃止。
- 2017年（平成29年）
  - 3月31日 - バス事業を廃止、ちばレインボーバス（当時）[注 3]へ路線を譲渡。
  - 8月1日 - 船橋交通株式会社（当時）[注 1]へ吸収合併され解散[1]。

## 路線バス
ちばレインボーバス（当時）への移管前に所管していた路線。
本線
- 小林駅 - 牧の里中央 - 印西牧の原駅北口 - ジョイフル本田 - 印旛明誠高校

滝野循環
- 印西牧の原駅 - 滝野公園 - 滝野中央 - 滝野公園 - 印西牧の原駅

## 車両
2016年1月末現在で、タクシー車両23台、バス車両4台を保有していた。
バス車両は、小型・中型ノンステップバスを使用していた。
- 三菱ふそう・エアロミディME（PA-ME17DF）
- いすゞ・エルガミオ（KK-LR233J1）